# Henrique Veiga de Macedo
Henrique Ferreira da Veiga de Macedo (Santa Maria de Lamas, 27 de abril de 1914 — Lisboa, 25 de janeiro de 2005) foi um jurista, licenciado em Direito pela Universidade de Coimbra, que, entre outras funções de relevo, foi presidente da Comissão Executiva da União Nacional (1961-1965), presidente da Federação das Caixas de Previdência (1965), Director-Geral do Trabalho e Corporações (1965),  deputado à Assembleia Nacional, Subsecretário de Estado da Educação Nacional (1949-1955) e Ministro das Corporações e Previdência Social  (1955-1961) nos governos do Estado Novo. É autor de publicações sobre Direito, Educação, Trabalho, Segurança Social, Habitação e outros temas e publicou diversos livros de poesia.

## Biografia
Nasceu em Santa Maria de Lamas, concelho de Santa Maria da Feira. Formou-se em Direito, pela Universidade de Coimbra. 